# Poliestirè sulfonat
Poli(3,4-etilèdioxitiofen) poliestirè sulfonat (PEDOT:PSS) és una barreja de polímers de dos ionòmers. Un dels components d'aquesta mescla està format per sulfonat de poliestirè, que és un poliestirè sulfonat. Part dels grups sulfonil es desprotonen i porten una càrrega negativa. L'altre component poli(3,4-etilendioxitiofè) (PEDOT) és un polímer conjugat i porta càrregues positives i es basa en politiofè. Juntes les macromolècules carregades formen una sal macromolecular.
PEDOT:PSS es pot preparar barrejant una solució aquosa de PSS amb monòmer EDOT i, a la mescla resultant, una solució de persulfat de sodi i sulfat fèrric.
PEDOT: PSS té la més alta eficiència entre els materials termoelèctrics orgànics conductors (ZT ~ 0,42) i, per tant, es pot utilitzar en generadors termoelèctrics flexibles i biodegradables. No obstant això, la seva aplicació més gran és com a polímer transparent i conductor d'alta ductilitat. Per exemple, AGFA cobreix 200 milions de pel·lícules fotogràfiques a l'anyamb una capa fina i àmpliament estirada de PEDOT:PSS pràcticament transparent i incolor com a agent antiestàtic per evitar descàrregues electroestàtiques durant la producció i l'ús normal de la pel·lícula, independentment de les condicions d'humitat, i com a electròlit en condensadors electrolítics de polímer.
Si s'afegeixen compostos orgànics, inclosos dissolvents d'alt punt d'ebullició com la metilpirrolidona, el dimetilsulfòxid, el sorbitol, els líquids iònics i els tensioactius, la conductivitat augmenta en molts ordres de magnitud. Això el fa també adequat com a elèctrode transparent, per exemple en pantalles tàctils, díodes emissors de llum orgànics, cèl·lules solars orgàniques flexibles i paper electrònic per substituir l'òxid d'estany d'indi (ITO) utilitzat tradicionalment. A causa de l'alta conductivitat (fins a 4600 S/cm), es pot utilitzar com a material càtode en condensadors que substitueixen el diòxid de manganès o els electròlits líquids. També s'utilitza en transistors electroquímics orgànics.